# هواپیمایی سعودی‌گالف
هواپیمایی سعودی‌گالف (به انگلیسی: Saudigulf Airlines) یک شرکت هواپیمایی با کد یاتا T/A است که در تاریخ ۲۰۱۳ میلادی تأسیس شده است. دفتر مرکزی سعودی‌گالف در دمام، عربستان سعودی واقع شده است و قطب این شرکت هواپیمایی در فرودگاه بین‌المللی ملک فهد قرار دارد و به ۳ مقصد، پرواز مستقیم انجام می‌دهد.

## مقصدهای پروازی
| شهر  | فرودگاه                         | وضعیت | منبع  |
| ---- | ------------------------------- | ----- | ----- |
| دمام | فرودگاه بین‌المللی ملک فهدقطب    | قطب   | [ ۱ ] |
| جده  | فرودگاه بین‌المللی ملک عبدالعزیز |       | [ ۱ ] |
| ریاض | فرودگاه بین‌المللی ملک خالد      |       | [ ۱ ] |
| ابها | فرودگاه منطقه‌ای آبها            |       |       |

## ناوگان هوایی

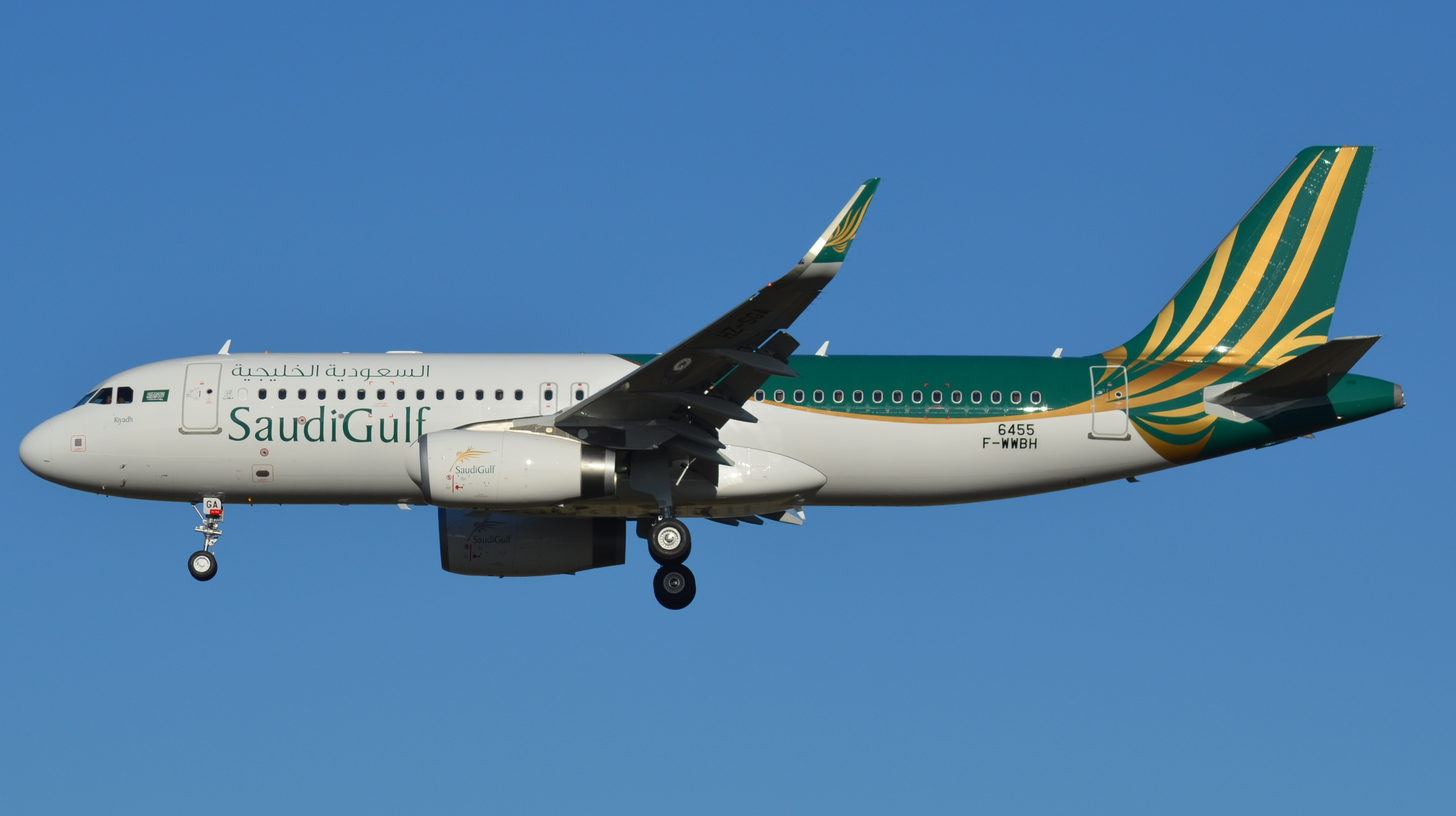
یک فروند هواپیمای ایرباس ای۳۲۰–۲۰۰ هواپیمایی سعودی‌گالف در فرودگاه تولوز در سال ۲۰۱۵ میلادی.

در ژانویهٔ ۲۰۱۷ میلادی، ناوگان هوایی سعودی‌گالف به شرح زیر بوده است:
| هواپیما          | فعال | سفارش‌داده | تعداد مسافر | توضیحات |  |
| ---------------- | ---- | --------- | ----------- | ------- |  |
| ایرباس ای۳۲۰–۲۰۰ | ۴    | –         | ۱۸۶         |         |  |
| بمباردیر سی‌اس۳۰۰ | –    | ۲۴        | TBA         |         |  |
| مجموع            | ۴    | ۲۴        |             |         |  |